# Conquesta de la medina Laqant
La conquesta de la medina Laqant és un episodi de la història d'Alacant en què la ciutat va ser conquerida per les tropes cristianes contra l'autoritat independent del Xarq al-Andalus durant un lent procés d'ocupació que va de l'any 1247 al 1266. Fins al segle xix, diferents cronistes i historiadors locals consideraren el 6 de desembre de 1244, o el 4 de desembre de 1248, com la data concreta d'una mena de «fundació cristiana» d'Alacant, però en l'actualitat es considera de tradició sense fonament històric.
La primera ocupació va tenir lloc en una data indeterminada entre els anys 1247 i 1252 per Castella; posteriorment, per segona vegada, la medina va haver de ser ocupada de nou amb un exèrcit català comandat per Jaume I el Conqueridor el 4 de març de 1266. La intervenció catalana va ser motivada en ajuda de les dues filles de Jaume I: la infanta Constança d'Aragó, i la reina de la Corona de Castella, Violant d'Aragó, esta última com a titular del senyoriu de reialenc d'Alacant via dot matrimonial en el casament amb Alfons X de Castella.
Els nous dominadors cristians iniciaren un procés de colonització amb repobladors d'orígens català, aragonès i castellà, i integraren eventualment l'antic territori del hisn Laqant al Regne de Múrcia fins a l'any 1296, quan es recupera per al Regne de València per la conquesta de Múrcia pel rei Jaume II el Just.

## Antecedents
El comte Ramon Berenguer I havia assumit la jurisdicció religiosa per al Comtat de Barcelona sobre els cristians hispanoàrabs de l'emirat de Dàniya, on estava integrada la Medina al-Laqant, a proposta de l'emir Iqbal-ad-Dawla, en un document d'acord signat en desembre del 1057. En el segle x, el comte Ramon Berenguer IV reivindica per primera vegada la seua pretensió sobre Alacant, i així es reflecteix en el Tractat de Tudilén, acordat a l'any 1151 amb el rei de Castella Alfons VII. Així, al-Laqant ja quedava des de ben aviat dins de l'àrea d'expansió prevista per a Catalunya i Aragó.
Finalment, en 1240, la ciutat d'Alacant acabaria com a zona d'expansió de Castella perquè Jaume I la concedeix a l'infant Alfons de Castella —que després esdevindria rei Alfons el Savi— com a dot en la negociació del matrimoni amb la seua filla, la infanta Violant d'Hongria, i dels infants Constança d'Aragó i Manuel de Castella. Això motivà una repartició de terres a banda i banda de la línia de Biar i Busot (totalment fictícia per als andalusins) tal com es recull en el Tractat d'Almisrà quatre anys després en 1244.
En realitat, però, els monarques d'Aragó es reservaven el dret de supervisar i de tutelar la sobirania sobre al-Laqant, i en general de Dénia i Múrcia, ja que sempre tenien present el compromís adquirit d'antuvi, des de Ramon Berenguer I, de protegir els cristians de la zona. Això explica la ràpida intervenció per Jaume I en favor del seu gendre Alfons de Castella, de motivació aparentment generosa, durant les revoltes mudèjars entre 1264 i 1266, així com la posterior invasió de Múrcia per Jaume II en 1296 per la força, que va significar un assoliment irredemptista de la Corona d'Aragó per la seua antiga aspiració territorial amb les viles d'Alacant i d'Oriola.

## Caiguda d'al-Laqant
Alacant formava part de l'emirat de Dénia però est regne islàmic es va desintegrar amb la invasió catalana de les Mallorques, quedant una part unida a l'emirat de Múrsiya i una altra part, al nord, esdevingué una taifa vinculada a l'emirat de Balànsiya. A la caiguda de València en mans cristianes en 1238, el seu emir, Zayyan ibn Mardanix, passa a ser el rais de la medina Laqant en 1241, i intenta retenir el domini del territori restant de l'emirat valencià que encara no havia caigut en mans cristianes, que va des d'Alzira fins a la Vila Joiosa.

### La medina rebel
En 1243, l'emir de Múrsiya, Bahà al-Dawla, signà el Tractat d'Alcaràs amb l'infant Alfonso de Castella i converteix el regne mudita de Múrcia en protectorat vassall de Castella. Però Zayyan no acceptà el pacte, es negà a sotmetre's a la sobirania castellana i es deslligà del regne mudèjar de Múrcia. Abans d'esdevenir rais d'Alacant, ja havia sigut emir de Múrcia durant un temps breu de dos anys, i aleshores havia proclamat la submissió de l'Emirat de Múrcia a la sobirania del Califat d'Ifríqiya, de domini almohade, mitjançant la khutba. Per tant, és possible que Zayyan hauria mantingut personalment el seu lligam amb el Califa d'Ifríqiya, de qui hauria rebut ajuda per a poder resistir durant quatre anys al setge d'Alacant de les forces cristianes. A més a més, d'esta manera, s'uneix a les revoltes mudèjars de les viles sublevades contra el domini cristià al sud del futur Regne de València, encapçalades pel rebel Ibn Hudhayl as-Saghir, més conegut com a al-Azraq.
De fet, el tagarí de Zayyan, en haver sigut el darrer emir de València, coneixia la sort que correrien el andalusins sota la llei feudal i, per això, hauria intentat el trasllat massiu de la població andalusina des d'Alacant cap a l'illa de Menorca. Per això, quan es va reunir amb Jaume I en 1240 a la ràbida de Bairén (actual castell de Sant Joan, a Gandia), va proposar al monarca de bescanviar l'illa de Menorca pel territori del hisn Laqant, potser en un intent de trobar una sortida per als andalusins. Tot i que el rei d'Aragó ho va rebutjar amb l'excusa de no haver d'incomplir els tractats matrimonials que la Corona d'Aragó tenia amb la de Castella, Zayyan almenys hauria aconseguit temps per a una eventual evacuació cap a Ifríquiya, ja que Madina Laqant romangué rebel durant el temps suficient per fer possible el traslladat, almenys, de l'alta elit andalusina, de no sols de Laqant sinó, fins i tot, procedent de València i de Múrcia.
Per tant, el hisn de Laqant estava sota pressió militar de les tropes de la Corona d'Aragó al nord, que avançaven progressivament cap a Biar i la Vila Joiosa, mentre que al sud el hisn d'Elx era lleial a Baha al-Dawla, i Crevillent era aliat de Castella, concretament de l'infant Manuel. D'esta manera, Alacant restava assetjada i l'única sortida possible era a través del seu port natural a la platja del Baver. Cal tenir en compte que, en el segle xiii, Alacant disposava de l'únic port marítim sota control andalusí en tota la costa des del Delta de l'Ebre fins a Almeria. Aquest port tenia una important activitat comercial i de transport amb el port de Ténès, a Ifríqiya (el que seria actualment Algèria i Tunis), destí cap a on anirien a l'exili. Per tant, el fet que Alacant fos l'última medina de l'Emirat de Múrcia en caure sota dominació feudal es pot explicar per la seua posició estratègica única que hauria permès l'evacuació de població andalusina via mar.
Al voltant de l'any 1247, Zayyan és l'últim que s'exilià de Laqant via mar, rumb cap a Kairuan on va ser rebut amb honors pel califa al-Mustànsir, que el va nomenar governador d'aquella important ciutat tunisiana. La culminació de la caiguda de la Medina Sagira Laqant comença ací, quan Zayyan deixa arrere un buit de poder a l'amal de Laqant, que durant uns mesos devia d'estar governada de forma autònoma i precària pel consell d'aljama.

### Entrada al castell
Amb el buit de poder polític provocat per la marxa de Zayyan, la defensa del seu castell passava a mans de l'algutzir al-Azraq, qui encapçalaria la primera revolta mudèjar contra els ocupants cristians, entre 1247 i 1258, centrada sobretot en les poblacions ubicades al sud del regne de València. El castell de la Bena'Laqantil era difícil de retre per la força i, a més, no es podia entrar a la medina sense entrar abans al castell, per les característiques de la muralla i la ubicació de la vila vora un penya-segat a la costa i a la falda de la Bena'Laqantil. Com que no hi ha prova documental històrica que faça referència explícita dels detalls al voltant de la presa de poder del castell de la Bena'Laqantil per part de les forces castellanes, els historiadors no es posen d'acord sobre la data concreta en què els cristians l'haurien retut, però sí admeten que els laqantins hi devien d'haver oposat força resistència.
En qualsevol cas, el nom de castell de Santa Bàrbara és força posterior, ja que el cronista Vicent Bendicho encara l'anomenaria com a castell de la Cara en 1640, quatre segles després, en referència a la Cara del Moro i no és fins a l'any 1469, dos segles després, que es construiria l'església dedicada al patronat de Santa Bàrbera. Per tant, malgrat que tradicionalment hom ha considerat els dies 4 o 6 de desembre de 1244 o 1248 com a dates de la caiguda de la medina Laqant, en realitat són d'origen ahistòric. La data del 4 de desembre hauria sigut una inventiva motivada per donar-li més importància al rang de l'edificació de l'esmentada església. Igual consideració ahistòrica té la data del 6 de desembre de 1244, sota patronatge de Sant Nicolau, per a poder atorgar-lo com a rang de cocatedral, ja que l'advocació de Sant Nicolau té el seu origen en els pescadors italians que estaven assentats al Raval Roig d'Alacant, també molt posterior, al voltant del segle xvi. A més, en l'any 1244 la medina encara estava governada pel rais Zayyan.

## Colonització cristiana
Siga com siga, la ciutat passà a sobirania de Castella per conveniència expressa de Jaume I d'atorgar-lo en dot matrimonial en el casament de la seua filla Violant d'Aragó amb l'infant Alfons de Castella. Així, d'acord amb el Tractat d'Almisrà de 1244, per la seua banda, l'infant Alfons concedia al sobirà d'Aragó el dret de recuperar en qualsevol moment Alacant, i el territori de l'actual sud valencià, com a gest de bon veïnatge diplomàtic entre ambdues corones. Cal entendre que el concepte de frontera en aquella època diferia molt de l'actualitat, en tant que no eren una línia sobre un mapa, sinó uns extensos territoris de frontera coneguts com a marques (d'ací, per exemple, els marquesats de Dénia, d'Elx o de Villena).
Els nous dominadors feudals hi trobarien una ciutat prou despoblada i a les poques famílies que hi restaven els van expulsar de la Medina, que esdevindria a partir d'ací en la Vila Vella. La població autòctona es desplaçà dispersa per l'interior de l'antic hisn, obligada a abandonar els seus habitatges i a renunciar les terres, fins aquell moment en règim d'explotació col·lectiva, perquè acabaren expropiades en favor dels nous terratinents cristians. Generalment, la població mudèjar alacantina s'ubicà a les valls del camp d'Alacant, entre Mutxamel i l'Alcoraia, i del camp del Vinalopó, entre Novelda i Monfort, sense cap mena de defensa ni protecció militar.
Les noves autoritats feudals, però, van tolerar la permanència d'esta població per raons econòmiques i per raons d'ordre natural, ja que la política castellana de colonització de la ciutat, i en general de Múrcia, no tenia prou força per manca de pobladors cristians suficients. Finalment, en 1252, cinc anys després de l'exili de Zayyan, apareix la primera prova documental del domini efectiu del rei castellà sobre Laqant, ja que és la data d'un privilegi reial alfonsí que instituïa el Consell d'Alacant, una institució foral local que continuaria existint durant els cinc segles de la vigència dels Furs de València, fins als Decrets de Nova Planta de 1707.
Tampoc no es coneixen els detalls la repoblació de la vila d'Alacant de colons cristians a causa de la desaparició del Llibre de Repartiment, però cal interpretar els privilegis atorgats per Alfons el Savi com una manifestació dels seus desitjos més que no com la realitat. Al problema de la manca de contingents repobladors, s'afegeix també la poca diversitat d'oficis i professions dels colons, ja que consistien bàsicament en hòmens d'armes, sobretot peons i ballesters. Així, el despoblament de part dels habitants autòctons de la medina Laqant —que presumiblement haurien pogut exiliar-se a Ifríqiya els qui disposaven de la capacitat econòmica per a pagar un viatge via mar— va provocar una greu mancança d'artesans, mercaders i mariners experimentats, així com experts del sistema de rec dels assuts amb què funcionava el secà millorat de l'Horta d'Alacant, o sabedors de drassana per construir vaixells. L'esplendor econòmic i comercial que la medina Laqant tenia gràcies al contacte del port del Baver amb la Mediterrània i el nord d'Àfrica s'esvaí completament en esdevenir els cavallers cristians el nou patriciat urbà.
Pel que fa a la procedència geogràfica dels nous pobladors, el seu perfil és comparable amb la repoblació d'Oriola, millor documentada gràcies a la nòmina dels testaments recollits al Llibre de Beneficis de Santa Maria. És a dir, la majoria dels pobladors eren de la Corona d'Aragó, sobretot de Catalunya, ja siga directament o de rebot procedents de València, mentre que tan sols un 20 % procedien dels regnes de la Corona de Castella. La causa podria ser que els pobladors d'origen castellà eren prou refractaris d'establir-s'hi, al contrari que els d'origen català, força interessats en el comerç per la mar. Per tant, la colonització cristiana va provocar una crisi econòmica a Alacant per la sobtada ruptura demogràfica, i l'activitat comercial, agrària, exportadora i pesquera no recuperaren certa normalitat fins que no es van crear els primers gremis al segle xiv, amb la integració en el Regne de València.